# Diogo Dalot
José Diogo Dalot Teixeira (phát âm tiếng Bồ Đào Nha: [diˈoɡu dɑloʊ]; sinh ngày 18 tháng 3 năm 1999) là một cầu thủ bóng đá chuyên nghiệp người Bồ Đào Nha hiện đang thi đấu ở vị trí hậu vệ cánh cho câu lạc bộ Premier League Manchester United và đội tuyển bóng đá quốc gia Bồ Đào Nha.
Năm 2018, Dalot nằm trong top 50 của Bảng xếp hạng "Cầu thủ trẻ xuất sắc nhất năm" (NxGn 2018).

## Sự nghiệp câu lạc bộ

### Porto
Sinh ra tại Braga, Dalot gia nhập lò đào tạo trẻ của Porto vào năm 2008 khi mới 9 tuổi. Vào tháng 9 năm 2015, Dalot ở tuổi 16 đã được tham gia một buổi tập cùng đội một Porto. Đến ngày 28 tháng 1 năm 2017, hậu vệ phải này có trận ra mắt đội B Porto ở giải hạng Nhì Bồ Đào Nha, anh chơi trọn vẹn 90 phút trên sân nhà trong trận thua 2–1 trước Leixões S.C..
Trận đấu đầu tiên của Dalot cho đội một Porto diễn ra vào ngày 13 tháng 10 năm 2017 trong chiến thắng 6-0 trên sân nhà trước Lusitano G.C. ở cúp Quốc gia Bồ Đào Nha. Đến tháng 18 tháng 2 năm 2018, anh lần đầu được trải nghiệm không khí ở giải Vô địch Quốc gia Bồ Đào Nha khi vào sân thay người ở phút 75 trên sân nhà trong trận đấu với Rio Ave FC.

### Manchester United
Dalot đã ký hợp đồng với câu lạc bộ Manchester United vào ngày 6 tháng 6 năm 2018 với hợp đồng 5 năm kèm điều khoản tự động gia hạn 1 năm với mức phí 19 triệu £.

## Sự nghiệp Quốc tế
Ở cấp độ quốc tế, Dalot thi đấu cho Đội tuyển Bồ Đào Nha từ U15 đến U21. Dalot cùng U17 Bồ Đào Nha vô địch giải U17 châu Âu tại Azerbaijan năm 2016. Hậu vệ này ghi 2 bàn trong 5 trận tại giải đấu đó và được bầu vào đội hình xuất sắc nhất. Ngoài ra, Dalot đã cùng U19 tham dự U19 châu Âu, cùng U20 tham dự Giải vô địch bóng đá U-20 thế giới 2017. Cả hai giải Bồ Đào Nha đều bị loại ở vòng tứ kết.
Ngày 1 tháng 6 năm 2021, Diogo Dalot được huấn luyện viên Fernando Santos triệu tập vào đội tuyển bóng đá quốc gia Bồ Đào Nha chuẩn bị cho Euro 2020 thay thế hậu vệ João Cancelo do hậu vệ này đã có kết quả xét nghiệm dương tính với COVID-19 trước khi giải đấu khởi tranh. Anh có trận đấu ra mắt đội tuyển quốc gia vào ngày 23 tháng 6 năm 2021 trong trận gặp Pháp mà anh đã ra sân từ băng ghế dự bị.

## Phong cách chơi bóng
Dalot sở hữu những thuộc tính cần thiết của một hậu vệ cánh hiện đại: nhanh, cao (1,84m), mạnh mẽ trong tranh chấp và đọc tình huống tốt. Dalot thoải mái với trái bóng trong chân nhờ khả năng xử lý và chuyền bóng tốt. Điểm ấn tượng nhất của Dalot là có thể đá pressing cao, từ đó đoạt bóng của đối thủ và chuyển nhanh trạng thái từ phòng ngự sang tấn công.

## Thống kê sự nghiệp

### Câu lạc bộ
Tính đến ngày 24 tháng 10 năm 2021
| Câu lạc bộ        | Mùa giải       | Giải đấu       | Giải đấu | Giải đấu | Cúp Quốc gia | Cúp Quốc gia | Cúp Liên đoàn | Cúp Liên đoàn | Châu Âu | Châu Âu | Tổng cộng | Tổng cộng |
| Câu lạc bộ        | Mùa giải       | Hạng           | Trận     | Bàn      | Trận         | Bàn          | Trận          | Bàn           | Trận    | Bàn     | Trận      | Bàn       |
| ----------------- | -------------- | -------------- | -------- | -------- | ------------ | ------------ | ------------- | ------------- | ------- | ------- | --------- | --------- |
| Porto B           | 2016–17        | LigaPro        | 3        | 0        | —            | —            | —             | —             | —       | —       | 3         | 0         |
| Porto B           | 2017–18        | LigaPro        | 20       | 2        | —            | —            | —             | —             | —       | —       | 20        | 2         |
| Porto B           | Tổng cộng      | Tổng cộng      | 23       | 2        | —            | —            | —             | —             | —       | —       | 23        | 2         |
| Porto             | 2017–18        | Primeira Liga  | 6        | 0        | 1            | 0            | 0             | 0             | 1       | 0       | 8         | 0         |
| Manchester United | 2018–19        | Premier League | 16       | 0        | 2            | 0            | 1             | 0             | 4       | 0       | 23        | 0         |
| Manchester United | 2019–20        | Premier League | 4        | 0        | 4            | 1            | 0             | 0             | 3       | 0       | 11        | 1         |
| Manchester United | 2020–21        | Premier League | 0        | 0        | 0            | 0            | 1             | 0             | 0       | 0       | 1         | 0         |
| Manchester United | 2021–22        | Premier League | 3        | 0        | 0            | 0            | 1             | 0             | 2       | 0       | 6         | 0         |
| Manchester United | Tổng cộng      | Tổng cộng      | 23       | 0        | 6            | 1            | 3             | 0             | 9       | 0       | 41        | 1         |
| Milan (mượn)      | 2020–21        | Serie A        | 21       | 1        | 2            | 0            | —             | —             | 10      | 1       | 33        | 2         |
| Tổng sự nghiệp    | Tổng sự nghiệp | Tổng sự nghiệp | 73       | 3        | 9            | 1            | 3             | 0             | 20      | 1       | 105       | 5         |

1. ↑  Bao gồm Cúp Quốc gia Bồ Đào Nha, Cúp FA và Coppa Italia
2. 1 2 3  Số trận ra sân tại UEFA Champions League
3. 1 2  Số trận ra sân tại UEFA Europa League

### Đội tuyển quốc gia
Tính đến ngày 26 tháng 3 năm 2024
| Đội tuyển quốc gia | Năm       | Số trận | Bàn thắng |
| ------------------ | --------- | ------- | --------- |
| Bồ Đào Nha         | 2021      | 4       | 0         |
| Bồ Đào Nha         | 2022      | 6       | 2         |
| Bồ Đào Nha         | 2023      | 5       | 0         |
| Bồ Đào Nha         | 2024      | 2       | 0         |
| Tổng cộng          | Tổng cộng | 17      | 2         |

| # | Ngày                | Địa điểm                            | Đối thủ | Bàn thắng | Kết quả | Giải đấu                    |
| - | ------------------- | ----------------------------------- | ------- | --------- | ------- | --------------------------- |
| 1 | 24 tháng 9 năm 2022 | Fortuna Arena, Prague, Cộng hòa Séc | Séc     | 1–0       | 4–0     | UEFA Nations League 2022–23 |
| 2 | 24 tháng 9 năm 2022 | Fortuna Arena, Prague, Cộng hòa Séc | Séc     | 3–0       | 4–0     | UEFA Nations League 2022–23 |

## Danh hiệu
Porto
- Primeira Liga: 2017–18[19]

U-17 Bồ Đào Nha
- Giải vô địch bóng đá U-17 châu Âu: 2016[20]

Cá nhân
- Đội hình tiêu biểu Giải vô địch bóng đá U-17 châu Âu: 2016[21]
- Đội hình tiêu biểu Giải vô địch bóng đá U-19 châu Âu: 2017[22]